# Alte Clemenskirche (Hiltrup)

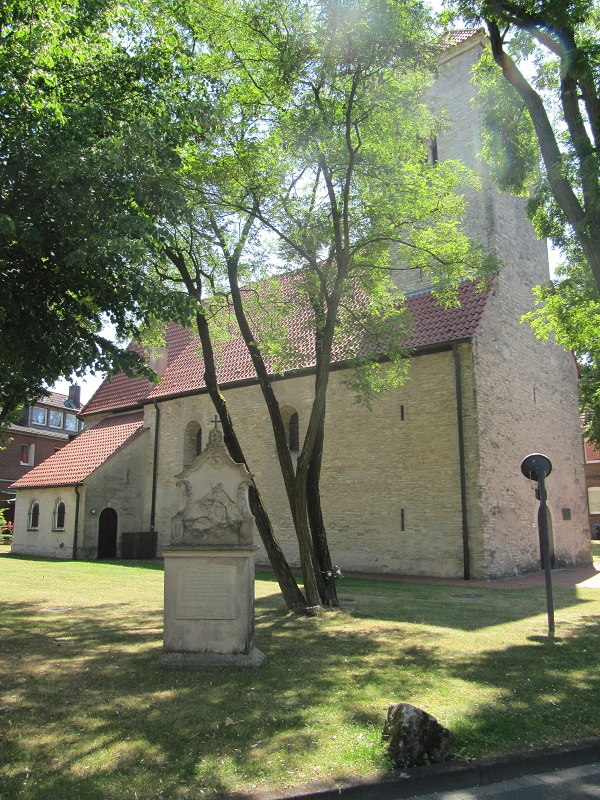
Alte Clemenskirche

Die katholische Filialkirche Alte Clemenskirche ist ein denkmalgeschütztes Kirchengebäude in Hiltrup, einem Stadtbezirk der kreisfreien Stadt Münster in Nordrhein-Westfalen.

## Geschichte und Architektur
Die Kirche gilt als bischöfliche Gründung. Sie wurde als Pfarre 1233 der Thesaurarie von St. Ludgeri in Münster inkorporiert. Profaniert wurde die Kirche 1913 und nach einer Restaurierung 1961 wieder konsekriert.
Das Gebäude ist ein kleiner romanischer Gewölbesaal von zwei Jochen. Es wurde in der Mitte des 12. Jahrhunderts errichtet. Das ursprünglich eingezogene Chorquadrat mit Halbkreisapsis wurde bei Grabungen nachgewiesen. Ein spätgotischer Chorneubau mit 5/8-Schluss wurde 1518 angefügt. Die romanische Nordwand wurde beibehalten.
Im Turm befindet sich über der gewölbten Erdgeschosshalle ein flachgedeckter Raum mit einer tonnengewölbten Nische. Zugang zu diesem Raum ist über eine gemauerte Treppe vom Langhaus aus.
Seit 1988 erinnert eine Stele an der alten St.-Clemens-Kirche an Nicolaus Steno, der am 23. Oktober 1988 auf maßgebliches Betreiben von Bischof Heinrich Theissing, dem Apostolischen Administrator von Schwerin, durch Papst Johannes Paul II. seliggesprochen wurde.

## Ausstattung
- spätgotische Sakramentnische
- Reste von zwei steinernen Altaraufsätzen in Art des Rokoko, bezeichnet mit 1772 und 1774
- Kanzelreliefs der Evangelisten und eine Figur des Guten Hirten vom dritten Viertel des 18. Jahrhunderts
- Sakristei vom 20. Jahrhundert[2]

## Orgel
Die Orgel wurde 1988 von der Orgelbaufirma Kreienbrink (Osnabrück) neu erbaut. Das Schleifladen-Instrument hat 15 Register auf zwei Manualen und Pedal. Die Spiel- und Registertrakturen sind mechanisch.
| I Hauptwerk C– |                 |       |
| 1.             | Hohlflöte       | 8′    |
| 2.             | Salicional      | 8′    |
| 3.             | Prinzipal       | 4′    |
| 4.             | Gedackt         | 4′    |
| 5.             | Gemshorn        | 2′    |
| 6.             | Mixtur IV       | 1 ⁄3′ |
| 7.             | Sesquialtera II | 2 ⁄3′ |
|                | Tremulant       |       |

| II Récit C– |              |       |
| 8.          | Bleigedackt  | 8′    |
| 9.          | Rohrflöte    | 4′    |
| 10.         | Prinzipal    | 2′    |
| 11.         | Quinte       | 1 ⁄3′ |
| 12.         | Cembaloregal | 8′    |
|             | Tremulant    |       |

| Pedal C– |            |     |
| 13.      | Subbass    | 16′ |
| 14.      | Gemshorn   | 8′  |
| 15.      | Choralbass | 4′  |

- Koppeln: II/I, I/P, II/P

## Torstentragen
In Hiltrup hat es früher bei Prozessionen das Torstentragen gegeben. Die Torste ist schmückendes Beiwerk der Kommunionkinder.